# Laccogrypota amazonensis
Laccogrypota amazonensis är en insektsart som beskrevs av Victor Lallemand 1924. Laccogrypota amazonensis ingår i släktet Laccogrypota och familjen spottstritar. Inga underarter finns listade i Catalogue of Life.